# Jiang Feng
Jiang Feng (姜峰S, Jiāng FēngP; Changchun, 27 febbraio 1970) è un ex calciatore cinese, di ruolo centrocampista.

## Palmarès

### Club

#### Competizioni nazionali
- Campionato cinese: 3

Liaoning: 1991, 1992, 1993
- Coppa della Cina: 1

Chongqing Lifang: 2000